# Ruta 28 (Chile)
Die Ruta 28 (kurz RN 28) ist eine Nationalstraße in der Región de Antofagasta im großen Norden Chiles. In ihrem Verlauf auf 15,7 km ist sie vollständig asphaltiert. Sie verbindet die Ruta 5 Arica-La Serena mit Antofagasta und der Küstenstraße Ruta 1.
Sie verbindet indirekt die Stadt mit dem Rest des Landes. Aus diesem Grund ist es eine sehr viel befahrene Straße, vor allem von den Arbeitern der Firmen in der Industriestadt La Negra. Außerdem wird sie von Überlandbussen und Reisenden benutzt.
Vor dem Eintritt in den Stadtbereich der Kommune heißt die Straße Avenida de la Minería, über welche sie schließlich mit der Avenida Universidad de Chile zusammenläuft. Auf ihrem Abschnitt als Avenida hat sie zwei Abzweigungen nach Barrio Jardines del Sur und Barrio Coviefi.
Aktuell findet ein zweistreifiger Ausbau auf der ganzen Strecke statt. Außerdem baut man eine neue Brücke und einen neuen Anschluss an die Ruta 5. Von dort in Richtung Norden steht die Straße unter der Verwaltung von Autopistas de Antofagasta.

## Städte und Ortschaften
Die direkten Anbindungen an Städte, Ortschaften und städtische Gebiete entlang dieser Straße von Osten nach Westen sind:

### Región de Antofagasta
- Länge: 15 km (km 0 bis 15). Im Süden der Stadt Antofagasta heißt die Straße Avenida de la Minería.[3]
- Provincia de Antofagasta: Anschluss an Barrio COVIEFI (km 14), Anschluss an Barrio Jardines del Sur (km 14), Antofagasta (km 14-15).